# Marina schminkt Luciano
Marina schminkt Luciano ist ein Gemälde von Franz Gertsch aus dem Jahr 1975; es zählt zu dessen Hauptwerken.

## Bildbeschreibung
Das 234 × 346 cm große fotorealistische Gemälde, das zur Sammlung des Museums Ludwig in Köln gehört, zeigt zwei junge, extravagant gekleidete und geschminkte Menschen. Ihre geschlechtliche Zuordnung ist nicht eindeutig. Die beiden sind Marina Sibbe (links) und ihr damaliger Freund, der Künstler Luciano Castelli. Marina hat ihre Haare streng nach hinten gekämmt, was aus der Perspektive des Betrachters den Anschein erweckt, sie trage einen Männerhaarschnitt. Luciano hingegen hat mehr als schulterlanges Haar, das er offen trägt. Eine geschlechtliche Unterscheidung durch Gesichtsmerkmale wird durch das starke, sehr grelle Make-up beider – sehr viel Rouge, blau angemalte Augenbrauen mit über die Schläfen auslaufenden Enden, knallrote Lippen bei ihr; dagegen sehr intensiv betonte Lippen, extrem dunkle Augen, mit Strichen verlängerte Wimpern und schwarze Augenbrauen bei ihm – erschwert. Marina trägt eine Jacke, deren Muster durch viele Sterne in blau und weiß sowie Streifenmuster in rot und weiß stark der amerikanischen Flagge ähnelt, und beugt sich über Luciano, der ihr bereitwillig den Kopf entgegenhält, damit sie das Schminken an ihm vollenden kann. Der Hintergrund ist im Kontrast zu den Figuren in weiß und beige gehalten; das einzig wirklich Farbige ist das Mäandermuster der Kacheln im rechten Teil des Bildes.
Die Kompositionslinien des Hintergrundes laufen vertikal: die Außenlinie der Schranktür, die Fliesenfuge, die Leitung/das Rohr. Bei Marina und Luciano verlaufen die Konturen dagegen überwiegend schräg; der Kopf Marinas, der wie eine Verlängerung der Rückenlinie wirkt, der Unterarm, sogar die gebeugten Finger der schminkenden Hand, die Linie zwischen Lucianos Kinn und Haaransatz, die eine optische Fortführung des Unterarms ist, laufen alle parallel zueinander und quer zu den Kompositionslinien des Hintergrundes.

## Malweise
Die seinen Bildern vorangegangenen Fotografien wurden von Gertsch mit einem Projektor an die Wand geworfen und dann abgemalt. Anders als andere fotorealistische Maler verwendete er statt einer Farbpistole schmale Pinsel, sodass sein Verfahren an den Pointillismus erinnert. Er arbeitete mit Acryl auf ungrundierter Baumwolle. Dass Gertsch „das Gemaltsein der Dinge“ mitmalte, unterscheidet ihn von anderen Fotorealisten und von Künstlern wie Gerhard Richter. Die in der Regel alltäglichen Sujets und Schnappschüsse werden durch die großen Dimensionen der Bilder und die aufwändige Maltechnik überhöht.

## Entstehungszeitraum und Zusammenhang
1969 fand Gertsch mit dem Bild Huaa...!, das er dementsprechend auch als Werk Nr. 1 bezeichnete, zu seinem neuen Verfahren, nach fotografischen Vorlagen zu arbeiten. War Huaa...! noch nach einer Vorlage aus einer Zeitschrift entstanden, so arbeitete er später mit eigenen Aufnahmen und Motiven aus dem Familien- und Freundeskreis.
Gertsch malte Luciano Castelli und dessen Freundeskreis in den Jahren 1971 bis 1977 oft, nachdem Jean-Christophe Ammann ihn mit der Luzerner Bohème bekannt gemacht hatte. Zu den bekannten Werken aus dieser Phase gehört insbesondere Medici (1972), das auf der documenta 5 gezeigt wurde. Dazu zählen z. B. auch Gaby und Luciano und At Luciano’s House (beide von 1973). Marina schminkt Luciano entstand 1975. Um 1978 wechselte Gertsch seine bevorzugten Motive und wandte sich dem formatfüllenden Einzelporträt von Frauen zu; damit war die Phase, zu der Marina schminkt Luciano gehört, beendet.

## Ausstellungen
Durch die Ausstellung von Medici auf der documenta 5 1972 in Kassel waren Gertsch und seine fotorealistischen Gemälde schlagartig international bekannt geworden.
Sein 1975 entstandenes Bild Marina schminkt Luciano war nun bedeutend genug, um umgehend in die Sammlung des Kunsthistoriker-Ehepaars Irene und Peter Ludwig aufgenommen zu werden, und ist seit 1976 Leihgabe an das Kölner Museum Ludwig. 1993 wurde es in einer Darstellung der Sammlung der Eheleute im Nürnberger Germanischen Nationalmuseum gezeigt („Ludwigs Lust. Die Sammlung Irene und Peter Ludwig“), 1995 im Kölner Museum Ludwig selbst („Unser Jahrhundert“).
1998 wurde das Bild in der Galerie für Zeitgenössische Kunst in Leipzig, schließlich außerhalb des deutschen Sprachraums 2000/2001 in der National Portrait Gallery in London („Painting the Century. 101 Portrait Masterpieces 1900–2000“) und 2002 im Musée d’art moderne de la Ville de Paris („Urgent Painting“) ausgestellt.
Zum 75. Geburtstag des Malers wurde eine Wanderausstellung Franz Gertsch – die Retrospektive konzipiert, die 2005/2006 gleichzeitig im Kunstmuseum Bern und im Museum Franz Gertsch in Burgdorf bei Bern gastierte – Marina schminkt Luciano wurde dabei in letzterem gezeigt –, dann (mit Marina schminkt Luciano) 2006 im Aachener → Ludwig Forum und schließlich in der Kunsthalle Tübingen.
2006/2007 war das Gemälde im Museum Moderner Kunst Stiftung Ludwig Wien anlässlich einer Doppelausstellung zu Gertsch zu sehen, die im „Mumok“ und in der Wiener Albertina stattfand.